# Edward Amoore
Edward John Amoore (Wimbledon, Londres, 20 de març de 1877 – Twickenham, Londres, 11 de juliol de 1955) va ser un tirador anglès que va competir a començaments del segle xx.
El 1908 va prendre part en els Jocs Olímpics de Londres, on disputà quatre proves del programa de tir i guanyà dues medalles: la d'or en carrabina per equips i la de bronze en carrabina, blanc cec. En carrabina, blanc fix fou cinquè i en carrabina, blanc mòbil dinovè.
Durant la Primera Guerra Mundial serví com a ajudant a la Honourable Artillery Company